# Episodi di SOKO Wismar (settima stagione)
La settima stagione della serie televisiva SOKO Wismar è stata trasmessa in anteprima in Germania dalla ZDF tra il 21 ottobre 2009 e il 31 marzo 2010.
| nº | Titolo originale             | Titolo italiano | Prima TV Germania | Prima TV Italia |
| -- | ---------------------------- | --------------- | ----------------- | --------------- |
| 1  | Omas Engel                   | inedito         | 21 ottobre 2009   | inedito         |
| 2  | Eigenheim                    | inedito         | 28 ottobre 2009   | inedito         |
| 3  | Er gehört mir                | inedito         | 4 novembre 2009   | inedito         |
| 4  | Ein Wolf kommt selten allein | inedito         | 11 novembre 2009  | inedito         |
| 5  | Auf und davon                | inedito         | 18 novembre 2009  | inedito         |
| 6  | Flaschenpost                 | inedito         | 24 novembre 2009  | inedito         |
| 7  | Tödlicher Zauber             | inedito         | 9 dicembre 2009   | inedito         |
| 8  | Schachmatt                   | inedito         | 16 dicembre 2009  | inedito         |
| 9  | Das Recht zu leben           | inedito         | 23 dicembre 2009  | inedito         |
| 10 | Betty und die Brüder         | inedito         | 30 dicembre 2009  | inedito         |
| 11 | Wohnung mit Aussicht         | inedito         | 6 gennaio 2010    | inedito         |
| 12 | Brenners Frau                | inedito         | 27 gennaio 2010   | inedito         |
| 13 | Gut angelegt                 | inedito         | 3 febbraio 2010   | inedito         |
| 14 | Ein Stich ins Herz           | inedito         | 10 febbraio 2010  | inedito         |
| 15 | Böses Erwachen               | inedito         | 17 febbraio 2009  | inedito         |
| 16 | Mord mit Ansage              | inedito         | 3 marzo 2010      | inedito         |
| 17 | Blinder Zeuge                | inedito         | 10 marzo 2010     | inedito         |
| 18 | Vor Anbruch der Nacht        | inedito         | 17 marzo 2010     | inedito         |
| 19 | Spieglein, Spieglein         | inedito         | 24 marzo 2010     | inedito         |
| 20 | Kriminaltango                | inedito         | 31 marzo 2010     | inedito         |